# Crocidura hildegardeae
Crocidura hildegardeae är en däggdjursart som beskrevs av Thomas 1904. Crocidura hildegardeae ingår i släktet Crocidura och familjen näbbmöss. IUCN kategoriserar arten globalt som livskraftig. Inga underarter finns listade i Catalogue of Life.
Denna näbbmus förekommer i centrala Afrika norr och öster om Kongobäckenet. Utbredningsområdet sträcker sig från Kamerun till södra Etiopien samt Kenya och sedan söderut till södra Tanzania. Arten vistas främst i fuktiga tropiska skogar och den besöker ibland angränsande landskap.